# Дірвуд (Міннесота)
Дірвуд (англ. Deerwood) — місто (англ. city) в США, в окрузі Кроу-Вінг штату Міннесота. Населення — 526 осіб (2020).

## Географія
Дірвуд розташований за координатами 46°28′1″ пн. ш. 93°53′55″ зх. д. / 46.46694° пн. ш. 93.89861° зх. д. (46.467060, -93.898595).  За даними Бюро перепису населення США в 2010 році місто мало площу 5,30 км², з яких 3,86 км² — суходіл та 1,44 км² — водойми.

## Демографія
Згідно з переписом 2010 року, у місті мешкали 532 особи в 226 домогосподарствах у складі 144 родин. Густота населення становила 100 осіб/км².  Було 319 помешкань (60/км²).
Расовий склад населення:
| - 94,9 % — білих - 1,7 % — корінних американців - 0,9 % — чорних або афроамериканців - 0,2 % — азіатів |

До двох чи більше рас належало 1,9 %. Частка іспаномовних становила 1,5 % від усіх жителів.
За віковим діапазоном населення розподілялося таким чином: 28,0 % — особи молодші 18 років, 53,2 % — особи у віці 18—64 років, 18,8 % — особи у віці 65 років та старші. Медіана віку мешканця становила 39,7 року. На 100 осіб жіночої статі у місті припадало 94,2 чоловіків;  на 100 жінок у віці від 18 років та старших — 90,5 чоловіків також старших 18 років.
Середній дохід на одне домашнє господарство  становив 49 974 долари США (медіана — 30 250), а середній дохід на одну сім'ю — 63 180 доларів (медіана — 50 329). Медіана доходів становила 36 875 доларів для чоловіків та 24 659 доларів для жінок. За межею бідності перебувало 15,1 % осіб, у тому числі 9,3 % дітей у віці до 18 років та 9,4 % осіб у віці 65 років та старших.
Цивільне працевлаштоване населення становило 169 осіб. Основні галузі зайнятості: освіта, охорона здоров'я та соціальна допомога — 44,4 %, мистецтво, розваги та відпочинок — 19,5 %, виробництво — 10,7 %, роздрібна торгівля — 6,5 %.